# Inga amboroensis
Inga amboroensis es una especie botánica, árbol leguminosa de la familia de las Fabaceae, que se encuentra en Bolivia, con una sola población registrada en el parque Nacional Amboró, a aproximadamente a una altitud de entre 1.300 y 1.400 m s. n. m.

## Taxonomía
Inga amboroensis fue descrita por Terence Dale Pennington y publicado en The genus ~Inga~: Botany 387–389, f. 92, map 42. 1997.